# 219P/LINEAR
219P/LINEAR (też LINEAR 38) – kometa krótkookresowa, należąca do rodziny Jowisza.

## Odkrycie
Kometa została odkryta 5 czerwca 2002 roku w ramach programu obserwacyjnego LINEAR.

## Orbita komety i właściwości fizyczne
Orbita komety 219P/LINEAR ma kształt elipsy o mimośrodzie 0,35. Jej peryhelium znajduje się w odległości 2,37 j.a., aphelium zaś 4,94 j.a. od Słońca. Jej okres obiegu wokół Słońca wynosi 6,98 roku, nachylenie do ekliptyki to wartość 11,53˚.
Jądro tej komety ma rozmiary maks. kilku km.